# Nina Caprez
Nina Caprez (Küblis, 15 novembre 1986) è un'arrampicatrice svizzera.
Pratica le competizioni di difficoltà e di boulder, l'arrampicata in falesia, il bouldering e le vie lunghe.

## Biografia
Nata nel cuore delle montagne della Svizzera ha cominciato ad arrampicare a undici anni in Rätikon. Si è dedicata pienamente a questo sport solo dopo la fine delle scuole superiori. Alle competizioni preferisce l'arrampicata in falesia e le vie lunghe.

## Palmarès

### Coppa del mondo
|         | 2005 | 2006 | 2007 | 2008 |
| ------- | ---- | ---- | ---- | ---- |
| Lead    | 63   | 17   | 22   | 37   |
| Boulder |      | 42   | 67   | 16   |

### Campionato del mondo
|          | 2007 |
| -------- | ---- |
| Lead     | 20   |
| Boulder  | 41   |
| Velocità | 27   |

## Falesia
Ha salito fino all'8c+ lavorato e l'8a+ a vista.

### Lavorato
- 8c+/5.14c:
  - Mind Control - Oliana (ESP) - febbraio 2012 - Seconda salita femminile[1]
- 8c/5.14b:
  - Little King - Saint-Ange (FRA) - agosto 2012[2]
  - Aitzol - Oliana (ESP) - 1º marzo 2012[3]
  - Fish eye - Oliana (ESP) - 3 aprile 2011[4]
  - Full equip - Oliana (ESP) - 28 marzo 2011[5]
- 8b+/5.14a:
  - Tom et je ris - Verdon (FRA) - 13 maggio 2011[6]
  - The Black Bean - Céüse (FRA) - 22 giugno 2010
  - Sunny boy - Engelberg (SUI) - 30 settembre 2009
  - No sika, no crime - Lehn (SUI) - 18 maggio 2009
  - Coque au vin - Zillertal (AUT) - 30 luglio 2008
  - Euphorie - Voralpsee (SUI) - 30 luglio 2008

## Boulder
- 7C+/V10:
  - That goes left - Chironico (SUI) - 1º aprile 2009
  - Fight club - Magic Wood (SUI) - 30 settembre 2008

## Vie lunghe
- Silbergeier - Rätikon (SUI) - 2 luglio 2011 - Prima salita femminile, 8b/200 m [7]
- Delicatessen - Bavella/Corsica (FRA) - 19 maggio 2011 - Prima salita femminile, 8b/150 m[8]
- Ali Baba - Paroi Derobée (FRA) - 16 agosto 2010 - Prima salita femminile[9]
- Hotel Supramonte - Gola di Gorroppu (ITA) - 21 maggio 2010[10]
- La Ramirole - Verdon (FRA) - 17 ottobre 2009[11]
- Ultime démence - Verdon (FRA) - 17 luglio 2009[12]
- Timefeev - Asan Peak (KGZ)
- Perestroika Crack - Russian Peak (KGZ)
- Orbayu, 5.14b/8c - Naranjo de Bulnes (ESP) - Liberata e salita nel luglio 2013 con Cédric Lachat